# Ring belge R61
Le R61 est le périphérique de Verviers. C'est un tracé qui ne suit que des routes intérieures à la ville et qui conduit du pied de l'avenue Élisabeth au rond-point de la Victoire.